# Вестернгрунд
Вестернгрунд (њем. Westerngrund) општина је у њемачкој савезној држави Баварска. Једно је од 32 општинска средишта округа Ашафенбург. Према процјени из 2010. у општини је живјело 1.894 становника. Посједује регионалну шифру (AGS) 9671159.

## Географски и демографски подаци
Вестернгрунд се налази у савезној држави Баварска у округу Ашафенбург. Општина се налази на надморској висини од 300 метара. Површина општине износи 9,0 km². У самом мјесту је, према процјени из 2010. године, живјело 1.894 становника. Просјечна густина становништва износи 211 становника/km².